# Renzo Allegri
Renzo Augusto Allegri (Verona, 25 luglio 1934) è un giornalista, saggista e critico musicale italiano.

## Biografia
Dopo aver studiato alla Scuola superiore di Scienze Sociali dell'Università Cattolica del Sacro Cuore diventò giornalista lavorando successivamente per diverse testate, in particolare  Gente con cui strinse un rapporto che durò 24 anni. È stato anche caporedattore per lo spettacolo dei settimanali Noi e del settimanale Chi, occupandosi soprattutto di critica musicale.
Come scrittore ha pubblicato una cinquantina di libri, tra cui diverse biografie. Da una di queste, Padre Pio un santo tra noi, è stata ricavata la sceneggiatura della miniserie  Padre Pio di Carlo Carlei prodotta nell'anno 2000: l'attore principale era Sergio Castellitto.

## Vita privata
Ha due figli maschi: Roberto Allegri, anch'egli giornalista e scrittore, e Nicola, fotografo che ha tra l'altro collaborato col fratello.

## Opere
- Il santo di tutti. Testimonianze sulla vita privata di papa Giovanni, Milano, Guerrini, 1973.
- Viaggio nel paranormale. Le storie dei sensitivi italiani nella grande inchiesta di Gente, Milano, Rusconi, 1978.
- Il guaritore indiano ed altre storie, Milano, Rusconi, 1980.
- Il prezzo del successo. Trenta cantanti lirici raccontano la loro storia, Milano, Rusconi, 1983.
- Padre Pio. L'uomo della speranza, Milano, A. Mondadori, 1984.
- Rol l'incredibile. La vita sconcertante, gli esperimenti eccezionali, le confidenze del più famoso sensitivo del nostro secolo, Quart, Musumeci, 1986. ISBN 88-7032-185-1; 1993. ISBN 88-7032-492-3.
- Non fumerai più, Gardolo, Reverdito, 1987. ISBN 88-342-0199-X.
- Il papa che ha cambiato il mondo. Testimonianze sulla vita privata di Giovanni XXIII, Gardolo, Reverdito, 1988. ISBN 88-342-0226-0.
- A colazione con E. T.. Esperienze paranormali di persone famose, Gardolo, Reverdito, 1988. ISBN 88-342-4001-4.
- Cronista all'inferno. Reportage tra diavoli, esorcisti e indemoniati, Milano, A. Mondadori, 1990. ISBN 88-04-32563-1.
- La vera storia di Maria Callas. Con documenti inediti, Milano, A. Mondadori, 1991. ISBN 88-04-33895-4.
- Teresa dei poveri. A colloquio con la Madre di Calcutta, Milano, Àncora, 1992. ISBN 88-7610-416-X.
- I miracoli di Padre Pio, Milano, A. Mondadori, 1993. ISBN 88-04-37242-7.
- Un uomo mandato da Dio. Biografia familiare di Giovanni XXIII, Milano, Àncora, 1993. ISBN 88-7610-437-2.
- Frate Indovino. 50 anni nella simpatia degli italiani, con Roberto Allegri, Perugia, Edizioni frate Indovino, 1994.
- A tu per tu con Padre Pio, Milano, A. Mondadori, 1995. ISBN 88-04-39593-1.
- Quel giorno memorando, con Roberto Allegri, Perugia, Edizioni francescane italiane, 1995.
- Il catechismo di Padre Pio, Milano, Mondadori, 1996. ISBN 88-04-41737-4.
- Guaritore d'anime. La mia storia, la mia fede, con Emmanuel Milingo, Milano, Mondadori, 1997. ISBN 88-04-42523-7.
- Callas by Callas. Gli scritti segreti dell'artista più grande, Milano, Mondadori, 1997. ISBN 88-04-42896-1; 2007. ISBN 978-88-370-5428-1.
- Madre Teresa. La sfida più grande, Torino, Ed. Medjugorje, 1998.
- Padre Pio. Un santo tra noi, Milano, Mondadori, 1998. ISBN 88-04-45080-0.
- Campioni. Dieci santi del nostro tempo, Torino, Ed. Medjugorje, 1999.
- La vita e i miracoli di padre Pio

I, Le stigmate, Milano, Mondadori, 1999. ISBN 88-04-46752-5.
II, I miracoli, Milano, Mondadori, 1999. ISBN 88-04-46753-3.
III, Il mistero, Milano, Mondadori, 1999. ISBN 88-04-46754-1.
- Il papa buono. La storia di Giovanni XXIII, Milano, Mondadori, 2000. ISBN 88-04-47636-2.
- Reportage da Fatima. La storia e i prodigi nel racconto del nipote di suor Lucia, con Roberto Allegri, Milano, Àncora, 2000. ISBN 88-7610-829-7.
- Amore di cane, con Roberto Allegri, Milano, Geo, 2001. ISBN 88-7216-093-6.
- È accaduto anche a me, Milano, Armenia, 2001. ISBN 88-344-1331-8.
- Padre Pio il santo dei miracoli, Milano, Mondadori, 2002. ISBN 88-04-49709-2.
- Madre Teresa di Calcutta, Bologna, Poligrafici editoriale, 2003. ISBN 88-88666-68-0.
- Rol. Il grande veggente, Milano, Mondadori, 2003. ISBN 88-04-51824-3.
- Il segreto del suo sorriso. Lucia Valentini Terrani, Padova, Messaggero, 2003. ISBN 88-250-1279-9.
- I misteri di papa Wojtyla, Bologna, Poligrafici editoriale, 2004. ISBN 88-89180-34-X.
- Pietro Ballo, la voce italiana, Parma, Editoriale gli olmi, 2004.
- Amore e fedeltà, con Roberto Allegri, Milano, Geo, 2005. ISBN 88-7216-114-2.
- Il sangue di Dio. Storia dei miracoli eucaristici, Milano, Àncora, 2005. ISBN 88-514-0276-0.
- Testimoni dell'ignoto, Milano, Armenia, 2005. ISBN 88-344-1805-0.
- Il Papa di Fatima. Vita di Karol Wojtyla, Milano, Mondadori, 2006. ISBN 88-04-55290-5.
- Toscanini dolce tiranno. La vita, l'arte, la fede nel racconto delle figlie e degli amici, Milano, Àncora, 2007. ISBN 978-88-514-0438-3.
- Maria Callas. Lettere d'amore, a cura di, Milano, Mondadori, 2008. ISBN 978-88-04-57868-0.
- Madre Teresa mi ha detto, Milano, Àncora, 2010. ISBN 978-88-514-0752-0.
- Le due madri di papa Wojtyla. Emilia Kaczorowska e Gianna Beretta Molla, Milano, Àncora, 2012. ISBN 978-88-514-1066-7.
- Natuzza Evolo. Il segreto di una vita, Milano, Àncora, 2014. ISBN 978-88-514-1302-6.
- La passione di Padre Pio, Milano, Mondadori, 2015. ISBN 978-88-04-61971-0.

## Premi vinti
Per la sua attività di giornalista e soprattutto scrittore ha vinto numerosi premi:
- Premio Illica - 1979
- Il Verdi d'oro - 1981
- Premio Carani - 1983
- Il Venezianello - 1983
- Premio Maria Callas - 1984
- Premio Fabriano - 1986
- Premio Mario del Monaco - 1992
- Premio Diego Fabbri, dell'Ente dello Spettacolo - 1992
- Premio Torre di Castruccio-Carrara - 2002
- Premio Lizza d'oro 2003